# Samuel Tetteh
Samuel Tetteh, né le 28 juillet 1996, est un footballeur international ghanéen. Pouvant évoluer au poste d'attaquant ou de milieu offensif, il joue actuellement au FK Qabala.
Son frère cadet, Benjamin Tetteh, est également footballeur.

## Biographie

### En équipe nationale
Samuel Tetteh participe avec l'équipe du Ghana des moins de 20 ans à la Coupe d'Afrique des nations junior en 2015. Lors de cette compétition, il joue trois matchs. Le Ghana atteint la troisième place de cette compétition. Cette performance lui permet de participer à la Coupe du monde des moins de 20 ans 2015, durant laquelle il joue quatre matchs et réalise deux passes décisives lors du match contre l'Argentine. 
Le 1er septembre 2015, il fait ses débuts avec l'équipe du Ghana lors d'un match amical face au Congo (victoire 3-2). Il inscrit son premier but le 3 septembre 2016, face au Rwanda, lors des éliminatoires de la CAN 2015.
En janvier 2017, il fait partie des 23 joueurs ghanéens sélectionnés pour participer à la Coupe d'Afrique des nations 2017.

## Palmarès
Avec l'équipe du Ghana des moins de 20 ans
- Troisième de la Coupe d'Afrique des nations junior en 2015

## Statistiques

### En club
Le tableau ci-dessous récapitule les statistiques de Samuel Tetteh lors de sa carrière professionnelle en club :
| Saison                | Club                  | Championnat           | Championnat | Championnat | Coupe(s) nationale(s) | Coupe(s) nationale(s) | Total | Total |
| Saison                | Club                  | Division              | M.          | B.          | M.                    | B.                    | M.    | B.    |
| 2015                  | West African FA       | 1                     | 2           | 1           |                       |                       | 2     | 1     |
| 2016                  | West African FA       | 1                     | 13          | 5           |                       |                       | 13    | 5     |
| 2016-2017             | FC Liefering          | 2                     | 20          | 10          | -                     | -                     | 20    | 10    |
| Total sur la carrière | Total sur la carrière | Total sur la carrière | 35          | 16          | -                     | -                     | 35    | 16    |

### But en équipe nationale
| No | Date             | Stade, ville, pays                 | Adversaire | Résultat | Compétition                                          |
| -- | ---------------- | ---------------------------------- | ---------- | -------- | ---------------------------------------------------- |
| 1  | 3 septembre 2016 | Accra Sports Stadium, Accra, Ghana | Rwanda     | N 1-1    | Qualifications à la Coupe d'Afrique des nations 2017 |